# The Kabuki Warriors
The Kabuki Warriors (カブキウォリアーズ Kabuki Woriāzu?) es un equipo femenino de lucha libre profesional compuesto por Asuka y Kairi Sane y que trabaja para la empresa WWE en la marca Raw. El equipo, originalmente, contaba con Paige como su mánager.

## Historia

### Campeonas Femeninas en Pareja (2019–2020)
El 16 de abril en SmackDown, la doble Campeona Femenina de Raw y SmackDown Becky Lynch fue confrontada por Ember Moon y Bayley, las Campeonas Femeninas en Parejas de la WWE The IIconics (Billie Kay y Peyton Royce) y Mandy Rose y Sonya Deville. pero todas fueron interrumpidas por Paige, quien además de hacer su regreso, anunció a su nuevo equipo el cual ella dirigiría, presentando a Asuka, y a Kairi Sane, quien había sido ascendida como parte del Superstar Shake-up. Esa misma noche, Asuka y Kairi Sane derrotaron junto a Ember Moon y Bayley a Mandy Rose, Sonya Deville, Billie Kay y Peyton Royce. El 14 de mayo en SmackDown, ambas fueron conocidas como The Kabuki Warriors, donde derrotaron a Rose y Deville.
A partir de ello, se mostraban como las próximas retadoras #1 a los Campeonatos Femeninos en Parejas. Después de varios intentos fallidos, en mayo durante la gira de WWE en Japón, Asuka y Sane derrotaron a Kay y Royce por una oportunidad por los títulos. El 16 de julio en SmackDown, vencieron a Kay y Royce por conteo fuera, pero éstas lograron retener los títulos.
El 5 de agosto en Raw, fueron parte de un Fatal 4-Way Elimination Match por los campeonatos, donde eliminaron a Mandy Rose y Sonya Deville pero fueron finalmente derrotadas por Alexa Bliss y Nikki Cross, las cuales ganaron los títulos. El 12 de agosto en Raw, fueron derrotadas por Bliss y Cross, en una lucha por los campeonatos en juego. A raíz de esto, comenzó una rivalidad entre ellas.
En Hell in a Cell, derrotaron a Bliss y Cross, ganando los Campeonato Femeninos en Parejas. El 7 de octubre en Raw, interrumpieron a la Campeona Femenina de Raw Becky Lynch y a la Campeona Femenina de SmackDown Charlotte Flair, donde sorpresivamente las atacaron, cambiando a heel. Esa misma noche, derrotaron a Lynch y a Flair. Al finalizar la lucha, Bliss y Cross salieron en defensa de Flair y Lynch, atacando a Asuka y a Sane. El 14 de octubre en SmackDown, fueron enviadas a Raw como parte del Draft. El 28 de octubre en Raw, Paige hizo su regreso para presentar a Asuka y Sane, usando nuevos atuendos, pero Asuka agredió a Paige con un Green Mist, alejándola del equipo. Defenfieron los Campeonatos Femeninos en Pareja de la WWE frente a Team Kick (Dakota Kai & Tegan Nox) en el 30 de octubre en NXT, se enfrentaron a la Campeona Femenina de Raw Becky Lynch & Charlotte Flair en el 11 de noviembre en Raw por los Campeonatos Femeninos en Pareja de la WWE, donde retuvieron los títulos, luego derrotaron a Becky Lynch & Charlotte Flair, The Boss 'n' Hug Connection(Bayley & Sasha Banks) y a Alexa Bliss & Nikki Cross en una Fatal-4 Way Match por los Campeonatos Femeninos en Pareja de la WWE en Starrcade, donde ellas retuvieron. Luego comenzaron un feudo contra Becky Lynch & Charlotte Flair, lo que llevó a que se enfrentaran en un Tables, Ladders & Chairs Match por los Campeonatos Femeninos en Pareja de la WWE en TLC: Tables, Ladders & Chairs, donde ellas retuvieron, sin embargo Sane resultó lesionada en dicha lucha, por lo que por un tiempo estuvo alejada de la acción. El 4 de abril de 2020, perdieron los títulos frente al equipo de Alexa Bliss y Nikki Cross en la primera noche de WrestleMania 36. 

### Salida de Kairi Sane de WWE (2020)
El 27 de julio, Kairi confirmó en su cuenta de Twitter que abandonaba WWE, marcando el final del equipo.

### Reunión, incorporación a Damage CTRL y nuevo título (2023-2024)
Sane regresó a WWE en Crown Jewel y ayudó a Iyo Sky a retener el Campeonato Femenino. En el episodio del 10 de noviembre de SmackDown, Sane perdonó a Bayley por sus acciones de tres años antes y se unió a Damage CTRL. Durante una lucha por equipos de seis mujeres que enfrentó a Asuka, Bianca Belair y Charlotte Flair contra Damage CTRL (Bayley, Iyo Sky y Sane), Asuka traicionó a sus compañeras de equipo para reformar The Kabuki Warriors y aliarse a Damage CTRL.
En Survivor Series WarGames, Damage CTRL perdió ante el equipo de Belair, Flair, Becky Lynch y Shotzi en una lucha de estilo WarGames. En el episodio del 15 de diciembre de SmackDown, Asuka y Sane derrotaron a Michin y Zelina Vega en el primer combate que las reunió como equipo tras la reformación de The Kabuki Warriors.
En la edición del 26 de enero de 2024 de SmackDown, The Kabuki Warriors se coronaron por segunda vez como equipo con el Campeonato Femenino de Parejas, tras derrotar a las campeonas Katana Chance & Kayden Carter. En Royal Rumble, Asuka & Sane participaron en la Women's Royal Rumble Match, sin embargo fueron eliminadas. 2 días después en Raw, acompañaron a Bayley quien se encontraba escogiendo a su oponente en WrestleMania XL para que toda la facción tenga títulos, sin embargo fueron interrumpidas por Rhea Ripley que fue atacada por Nia Jax, la siguiente semana en Raw, derrotaron a Katana Chance & Kayden Carter reteniendo los Campeonatos Femeninos en Parejas de WWE. Posteriormente, sumaron defensas exitosas ante Candice LeRae & Indi Hartwell, en Elimination Chamber, y Lyra Valkyria & Tatum Paxley, en NXT Roadblock. Finalmente, el 4 de mayo en Backlash perdieron los títulos ante Bianca Belair & Jade Cargill.
A principios de agosto, Asuka sufrió una lesión en la rodilla, alejándola por varios meses de la actividad. A mediados de diciembre, Sane sufrió una lesión en el brazo derecho que, al igual que Asuka, la dejó fuera por un tiempo prolongado.

### Regreso y nueva reunión (2025-presente)
A mediados de 2025, tanto Asuka como Sane volvieron tras recuperarse de sus respectivas lesiones, pero se mantuvieron luchando de manera individual. Esto hasta la edición del 7 de julio de Raw, cuando Sane venció a Roxanne Perez, pero fue atacada por Raquel Rodríguez tras su victoria. Asuka salió a defenderla y, posteriormente, fueron anunciadas por el gerente Adam Pearce como las representantes de la marca en la lucha por el Campeonato Femenino de Parejas en Evolution ante las campeonas (Perez & Rodríguez), Alexa Bliss & Charlotte Flair y Sol Ruca & Zaria, haciendo oficial el regreso de la dupla.

## Campeonatos y logros
- WWE
  - WWE Women's Tag Team Championship (2 veces)
  - Women's Money In The Bank (2020) - Asuka
  - Raw Women's Championship (1 vez) - Asuka
  - WWE Year–End Award
    - Equipo femenino del año (2019)

- Pro Wrestling Illustrated
  - Situadas en el Nº23 en el PWI Tag Teams 100 en 2024.[11]